# Fodina cuneigera
Fodina cuneigera är en fjärilsart som beskrevs av Butler 1889. Fodina cuneigera ingår i släktet Fodina och familjen nattflyn. Inga underarter finns listade i Catalogue of Life.